# 213 aC
El 213 aC va ser un any del calendari romà prejulià. A la República i a l'Imperi Romà es coneixia com l'Any del Consolat de Màxim i Grac (o també any 541 Ab urbe condita). L'ús del nom «213 aC» per referir-se a aquest any es remunta a l'alta edat mitjana, quan el sistema Anno Domini va ser el mètode de numeració dels anys més comú a Europa.

## Esdeveniments

### Imperi Selèucida
- Aqueu, general macedoni, fill d'Andròmac, s'havia revoltat i apoderat d'una part de l'Imperi Selèucida (223 aC). Antíoc III el Gran, creua el Taure i ocupa el territori fins a Sardes, ciutat que ocupa (214 aC). Aqueu resisteix a la ciutadella, fins que Bolis, un agent de Sosibi, ministre de Ptolemeu IV Filopàtor, deixa de protegir-lo i l'entrega a Antíoc, que el fa matar.[2]

### Il·líria
- En el curs de la Primera Guerra Macedònica, Filip V de Macedònia, s'apodera de Lissos, i així una gran part d'Il·líria queda sota el seu control.[3]

### Sicília
- Marc Claudi Marcel, cònsol l'any anterior (214 aC) és ara procònsol, i continua el setge de Siracusa (214 aC-212 aC). Marcel ataca Siracusa per mar i per terra, i té com a propretor i legat a Api Claudi Pulcre. Utilitza torres de setge flotants muntades en naus unides de dues en dues i equipades amb ganxos i escales. El savi Arquimedes crea dispositius de defensa per ajudar els assetjats: catapultes, ganxos gegants per treure les naus de l'aigua i potser miralls gegants que concentren els raigs del sol i encenen les naus. Els siracusans rebutgen totes les ofensives romanes.[4]
- Himilcó, general cartaginès, amb 25000 homes més i tres mil cavallers, desembarca a Heraclea Minoa i ocupa Agrigent. No pot forçar el campament de Marc Claudi Marcel i es dirigeix contra altres ciutats de Sicília, i moltes es declaren a favor de Cartago, com ara Morgantina on hi havia el magatzems romans.[5]

### Antiga Roma
- Aquest any són elegits cònsols Quint Fabi Màxim i Tiberi Semproni Grac.[6]
- Grac, durant el seu consolat, porta la guerra a Lucània, i lliura alguns combats menors. Ocupa algunes fortaleses de segon ordre. Per no deixar el comandament va aconsellar nomenar un dictador per dirigir els comicis i es nomena Gai Claudi Centó, que té com a magister equitum a Quint Fulvi Flac.[7]
- Fabi Màxim rep la Pulla com a província. El seu pare, Quint Fabi Màxim Berrugós, el serveix com a legat a les seves ordres a Suessula.[8]
- Incendi del Forum Boarium a Roma. L'any següent, (212 aC) ja està reconstruït.[9]

## Necrològiques
- Aqueu, per ordre d'Antíoc III el Gran.[2]
- Arat de Sició, cap de la Lliga Aquea, segons Plutarc i Polibi pels efectes d'un verí subministrat pel rei Filip V de Macedònia.[10][11]